# Daniel Naumov
Daniel Naumov (in bulgaro Даниел Наумов?; Goce Delčev, 29 marzo 1998) è un calciatore bulgaro, portiere dell'OFI Creta.

## Carriera

### CLub
Daniel cresce nel settore giovanile del Ludogorec, dove per una stagione giocherà nella seconda squadra che milita nella seconda divisione. Nella stagione 2017-2018 il Ludogorets lo manda in prestito per fare esperienza al Vereja, club che milita nella prima divisione bulgara.

### Nazionale
Ha giocato nelle nazionali giovanili bulgare Under-17, Under-19 ed Under-21.
Nel 2021 ha esordito nella nazionale maggiore bulgara.

## Statistiche

### Cronologia presenze e reti in nazionale
Aggiornato al 6 giugno 2023
| Cronologia completa delle presenze e delle reti in nazionale ― Bulgaria | Cronologia completa delle presenze e delle reti in nazionale ― Bulgaria | Cronologia completa delle presenze e delle reti in nazionale ― Bulgaria | Cronologia completa delle presenze e delle reti in nazionale ― Bulgaria | Cronologia completa delle presenze e delle reti in nazionale ― Bulgaria | Cronologia completa delle presenze e delle reti in nazionale ― Bulgaria | Cronologia completa delle presenze e delle reti in nazionale ― Bulgaria | Cronologia completa delle presenze e delle reti in nazionale ― Bulgaria |
| Data                                                                    | Città                                                                   | In casa                                                                 | Risultato                                                               | Ospiti                                                                  | Competizione                                                            | Reti                                                                    | Note                                                                    |
| ----------------------------------------------------------------------- | ----------------------------------------------------------------------- | ----------------------------------------------------------------------- | ----------------------------------------------------------------------- | ----------------------------------------------------------------------- | ----------------------------------------------------------------------- | ----------------------------------------------------------------------- | ----------------------------------------------------------------------- |
| 31-3-2021                                                               | Belfast                                                                 | Irlanda del Nord                                                        | 0 – 0                                                                   | Bulgaria                                                                | Qual. Mondiali 2022                                                     | -                                                                       |                                                                         |
| 1-6-2021                                                                | Ried                                                                    | Slovacchia                                                              | 1 – 1                                                                   | Bulgaria                                                                | Amichevole                                                              | -1                                                                      | 45’                                                                     |
| 8-6-2021                                                                | Saint-Denis                                                             | Francia                                                                 | 3 – 0                                                                   | Bulgaria                                                                | Amichevole                                                              | -3                                                                      |                                                                         |
| 23-9-2022                                                               | Razgrad                                                                 | Bulgaria                                                                | 5 – 1                                                                   | Gibilterra                                                              | UEFA Nations League 2022-2023                                           | -1                                                                      |                                                                         |
| 26-9-2022                                                               | Skopje                                                                  | Macedonia del Nord                                                      | 0 – 1                                                                   | Bulgaria                                                                | UEFA Nations League 2022-2023                                           | -                                                                       |                                                                         |
| 16-11-2022                                                              | Nicosia                                                                 | Cipro                                                                   | 0 – 2                                                                   | Bulgaria                                                                | Amichevole                                                              | -                                                                       |                                                                         |
| 24-3-2023                                                               | Razgrad                                                                 | Bulgaria                                                                | 0 – 1                                                                   | Montenegro                                                              | Qual. Euro 2024                                                         | -1                                                                      |                                                                         |
| 27-3-2023                                                               | Budapest                                                                | Ungheria                                                                | 3 – 0                                                                   | Bulgaria                                                                | Qual. Euro 2024                                                         | -3                                                                      |                                                                         |
| 16-11-2023                                                              | Sofia                                                                   | Bulgaria                                                                | 2 – 2                                                                   | Ungheria                                                                | Qual. Euro 2024                                                         | -2                                                                      |                                                                         |
| 19-11-2023                                                              | Leskovac                                                                | Serbia                                                                  | 2 – 2                                                                   | Bulgaria                                                                | Qual. Euro 2024                                                         | -2                                                                      |                                                                         |
| Totale                                                                  |                                                                         | Presenze                                                                | 10                                                                      |                                                                         | Reti                                                                    | -13                                                                     |                                                                         |

## Palmarès

### Club

#### Competizioni nazionali
- Campionato bulgaro: 2

Ludogorec: 2015-2016, 2016-2017
- Supercoppa di Bulgaria: 1

Ludogorec: 2018